# Primaticcio (metropolitana di Milano)
Primaticcio è una stazione della linea M1 della metropolitana di Milano.

## Storia
La stazione entrò in servizio il 18 aprile 1975, all'apertura del prolungamento da Gambara a Inganni.

## Strutture e impianti
Primaticcio è situata vicino a via Francesco Primaticcio, all'interno del territorio comunale di Milano. Si tratta di una stazione sotterranea e rientra nell'area urbana della metropolitana milanese.

## Servizi
La fermata dispone di:
- Scale mobili
- Emettitrice automatica biglietti
- Stazione video sorvegliata
- Edicola
- Bar, tabaccheria

## Interscambi
Nelle vicinanze della stazione effettuano fermata alcune linee urbane automobilistiche, gestite da ATM.
- Fermata autobus